# Blod & ild
Blod & ild è il terzo album della band black metal Helheim.

## Tracce
1. Blod & ild – 4:55
2. Evig – 4:06
3. Helheim (Part II) – 2:13
4. Jernskogen – 3:44
5. Åsgårdsreien – 4:18
6. Kjenn din fiende – 6:13
7. Odins møy – 4:29
8. Terrorveldet – 6:58
9. Yme – 2:44